# Домицш
Домицш (њем. Dommitzsch) град је у њемачкој савезној држави Саксонија. Једно је од 36 општинских средишта округа Сјеверна Саксонија. Према процјени из 2010. у граду је живјело 2.847 становника. Посједује регионалну шифру (AGS) 14730090.

## Географски и демографски подаци
Домицш се налази у савезној држави Саксонија у округу Сјеверна Саксонија. Град се налази на надморској висини од 83 метра. Површина општине износи 30,2 km². У самом граду је, према процјени из 2010. године, живјело 2.847 становника. Просјечна густина становништва износи 94 становника/km².